# Los placeres ocultos
Los placeres ocultos (lett. "I piaceri nascosti") è un film spagnolo del 1977 diretto da Eloy de la Iglesia.
Distribuito nei cinema il 26 maggio 1977, si tratta di uno dei primi film ad affrontare il tema dell'omosessualità all'inizio della transizione alla democrazia spagnola.

## Produzione
Girato a Madrid, Los placeres ocultos è il decimo film girato da Eloy de la Iglesia. Il film ha avuto diversi problemi con la censura cinematografica, con la pellicolo che è stata "sequestrata" per diversi mesi prima che la sua distribuzione nei cinema spagnoli fosse autorizzata. Nel 1984 è stato distribuito anche nei cinema degli Stati Uniti e successivamente è stato proiettato in diversi festival cinematografici a tema LGTB.